# Briastre
Briastre is een gemeente in het Franse Noorderdepartement (regio Hauts-de-France) en telt 755 inwoners (2011) . De plaats maakt deel uit van het arrondissement Cambrai.

## Geografie
De oppervlakte van Briastre bedraagt 6,9 km², de bevolkingsdichtheid is 109,4 inwoners per km².
De onderstaande kaart toont de ligging van Briastre met de belangrijkste infrastructuur en aangrenzende gemeenten.

## Demografie
Onderstaande figuur toont het verloop van het inwonertal (bron: INSEE-tellingen).